# 340年代
| 千纪： | 1千纪                                                                                  |
| 世纪： | 3世纪 \| 4世纪 \| 5世纪                                                                |
| 年代： | 310年代 \| 320年代 \| 330年代 \| 340年代 \| 350年代 \| 360年代 \| 370年代              |
| 年份： | 340年 \| 341年 \| 342年 \| 343年 \| 344年 \| 345年 \| 346年 \| 347年 \| 348年 \| 349年 |

## 大事记
- 君士坦提烏斯二世時期的羅馬帝國首都君士坦丁堡取代羅馬成為全球最大的城市[1]
- 罗马帝国西部（不列颠、高卢、莱茵省和伊比利亚）的皇帝君士坦丁二世越过阿尔卑斯山進攻他的兄弟、罗马帝国中部（多瑙河上游、意大利和非洲中部）的皇帝君士坦斯一世。他们在意大利北部的阿奎萊亞发生冲突。

## 出生
- 狄奧多西一世（約346年－395年1月17日），羅馬皇帝。